# Do Leukonoe
Do Leukonoe – wiersz rzymskiego poety Horacego o tematyce filozoficzno-refleksyjnej dotyczącej przemijania. W zbiorze "Pieśni" (Carmina) ma numer 11. "Do Leukonoe" należy do poezji inwokacyjnej, swoistej ody o budowie stychicznej złożonej z 12 wersów. Z łaciny na język polski wiersz tłumaczyli m.in. Zygmunt Kubiak czy Henryk Sienkiewicz. W 2014 r. Grzegorz Turnau skomponował muzykę do pieśni "Do Leukonoe". Utwór muzyczny z udziałem Doroty Miśkiewicz w chórkach został zamieszczony jako ostatni na płycie 7 widoków w drodze do Krakowa i wydany jako drugi singel z tegoż albumu dnia 15 grudnia 2014.

## Singel Grzegorza Turnaua

### Notowania
- Lista Przebojów Trójki: 42[3]